# Wafer

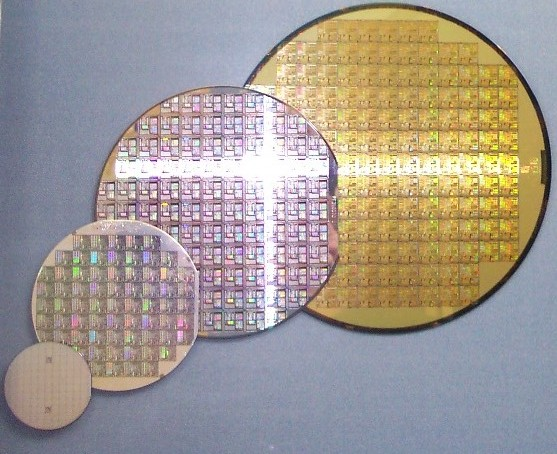
Wafer von 2 Zoll bis 8 Zoll

Als Wafer [ˈweɪfə(r)] (englisch für „dünner Keks“ oder „dünne Brotscheibe“) werden in der Mikroelektronik, Photovoltaik und Mikrosystemtechnik kreisrunde oder quadratische, etwa ein Millimeter dicke Scheiben bezeichnet. Sie werden aus ein- oder polykristallinen (Halbleiter-)Rohlingen, sogenannten Ingots, hergestellt und dienen in der Regel als Substrat (Grundplatte) für elektronische Bauelemente, unter anderem für integrierte Schaltkreise (IC, „Chip“), mikromechanische Bauelemente oder photoelektrische Beschichtungen. Bei der Fertigung von mikroelektronischen Bauelementen werden in der Regel mehrere Wafer zu einem Los zusammengefasst und direkt hintereinander oder auch parallel bearbeitet (vgl. Losfertigung).

## Aufbau
Eine Scheibe besteht in den meisten Fällen aus monokristallinem Silicium, es werden aber auch andere Materialien wie Siliciumcarbid, Galliumarsenid und Indiumphosphid verwendet. In der Mikrosystemtechnik werden auch Glas-Wafer mit einer Dicke im 1-mm-Bereich verwendet.

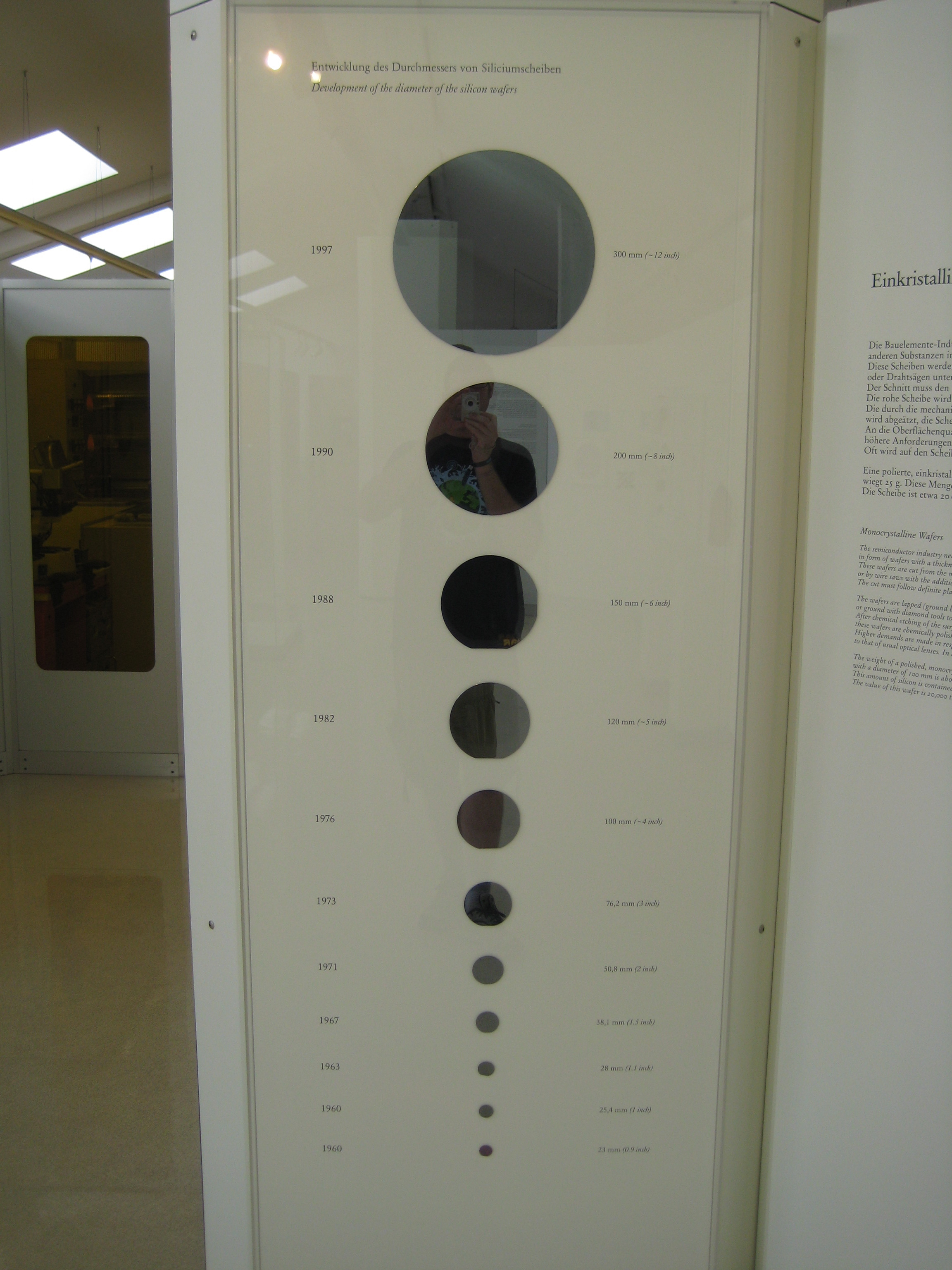
Wafer von 1 Zoll bis 12 Zoll

Die Scheiben werden in verschiedenen Durchmessern gefertigt. Die zurzeit hauptsächlich verwendeten Wafer-Durchmesser unterscheiden sich je nach Halbleiterwerkstoff und vorgesehenem Verwendungszweck (Silicium: 150 mm, 200 mm und 300 mm – 450 mm sind in der Diskussion; Gallium-Arsenid: 2 Zoll, 3 Zoll, 100 mm, 125 mm und 150 mm – 200 mm technisch machbar). Je größer der Wafer, desto mehr ICs können darauf untergebracht werden. Da bei größeren Wafern der geometrische Verschnitt kleiner wird, können die ICs kostengünstiger produziert werden (siehe Ausbeute (Halbleitertechnik)). Um die Ausbeute zu maximieren, werden die Wafer in Reinräumen produziert.
| Bezeichnung   | Ziel-Durchmesser (mm) | typische Dicke (mm) | Markteinführung (Jahr) |
| ------------- | --------------------- | ------------------- | ---------------------- |
| 01-Zoll-Wafer | ?                     | ?                   | 1960                   |
| 02-Zoll-Wafer | 050,8                 | 0,275               | 1971                   |
| 03-Zoll-Wafer | 076,2                 | 0,375               | 1973                   |
| 04-Zoll-Wafer | 100,0                 | 0,525               | 1976                   |
| 05-Zoll-Wafer | 125,0                 | 0,625               | 1982                   |
| 06-Zoll-Wafer | 150,0                 | 0,675               | 1988                   |
| 08-Zoll-Wafer | 200,0                 | 0,725               | 1990                   |
| 12-Zoll-Wafer | 300,0                 | 0,775               | 1997                   |
| 18-Zoll-Wafer | 450,0                 | 0,925 (lt. Spez.)   | noch unbekannt         |

Die Herstellungskosten von unstrukturierten Wafern hängen vom Durchmesser und dem Material (Silicium, Germanium, Galliumarsenid usw.) sowie dem Herstellungsverfahren (siehe unten) ab. Die Kosten für bearbeitete Wafer – sogenannte strukturierte Wafer – steigen mit der Anzahl der Prozessschritte erheblich an. Schon nach der Herstellung von STI-Strukturen haben sich die Kosten gegenüber unstrukturierten Wafern mindestens verdoppelt. Neben der Anzahl der durchgeführten Prozessschritte hängen die Kosten auch erheblich von der verwendeten Strukturgröße ab.
Computerchips auf einem durchschnittlichen 200-mm-Wafer mit einer Strukturgröße von 90 nm (90-nm-Technologie) lagen Mitte 2008 bei ca. 850 Euro je Wafer. Die Produktionskosten von Spitzenprodukten (auf 300-mm-Wafern), bei AMD-Grafikkarten in 28-nm-Technologie, bei Intel-Prozessoren in 22-nm-Technologie, liegen jedoch deutlich höher. Je nach Chip-Größe lassen sich auf so einem Wafer einige Dutzend bis einige Hundert Chips herstellen. Nicht in diesen Kosten enthalten sind Aufwendungen, die nach der Chipherstellung entstehen, beispielsweise das Verpacken der Chips in Gehäuse.

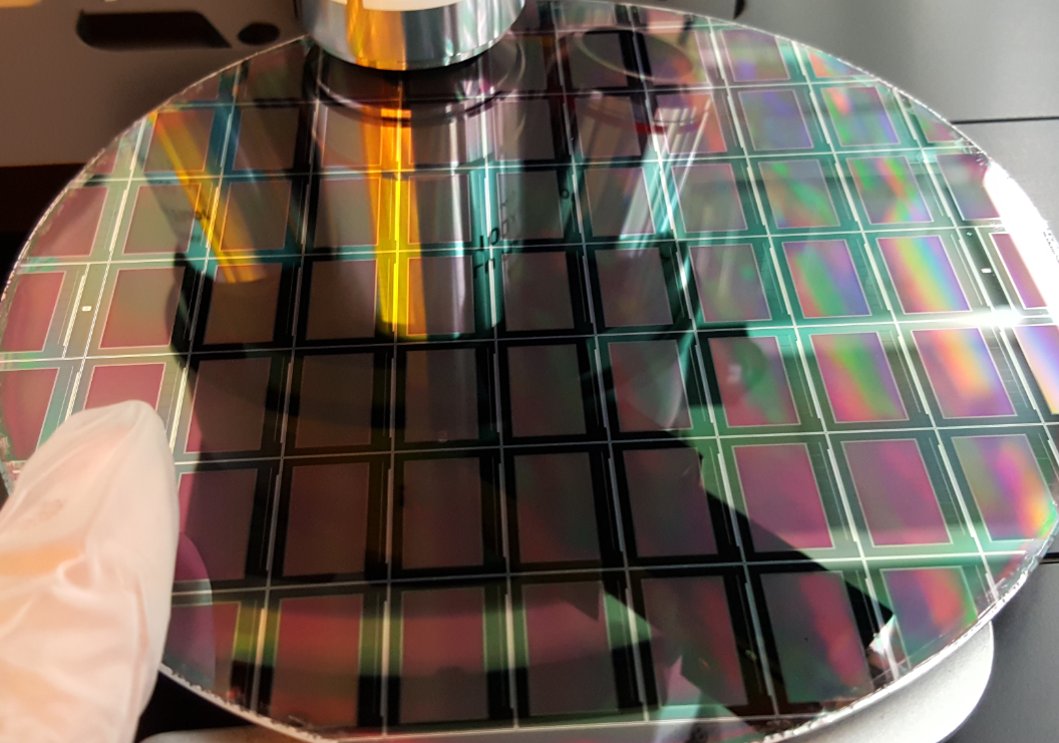
Galliumarsenid-Wafer mit Micro-LED-Feldern
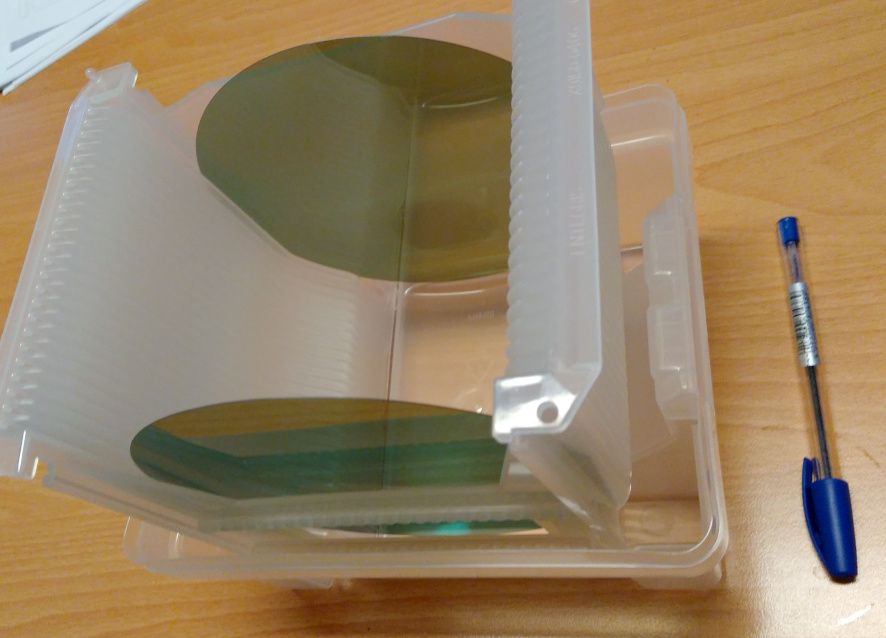
Optisch teilweise transparente Siliciumcarbid-Wafer
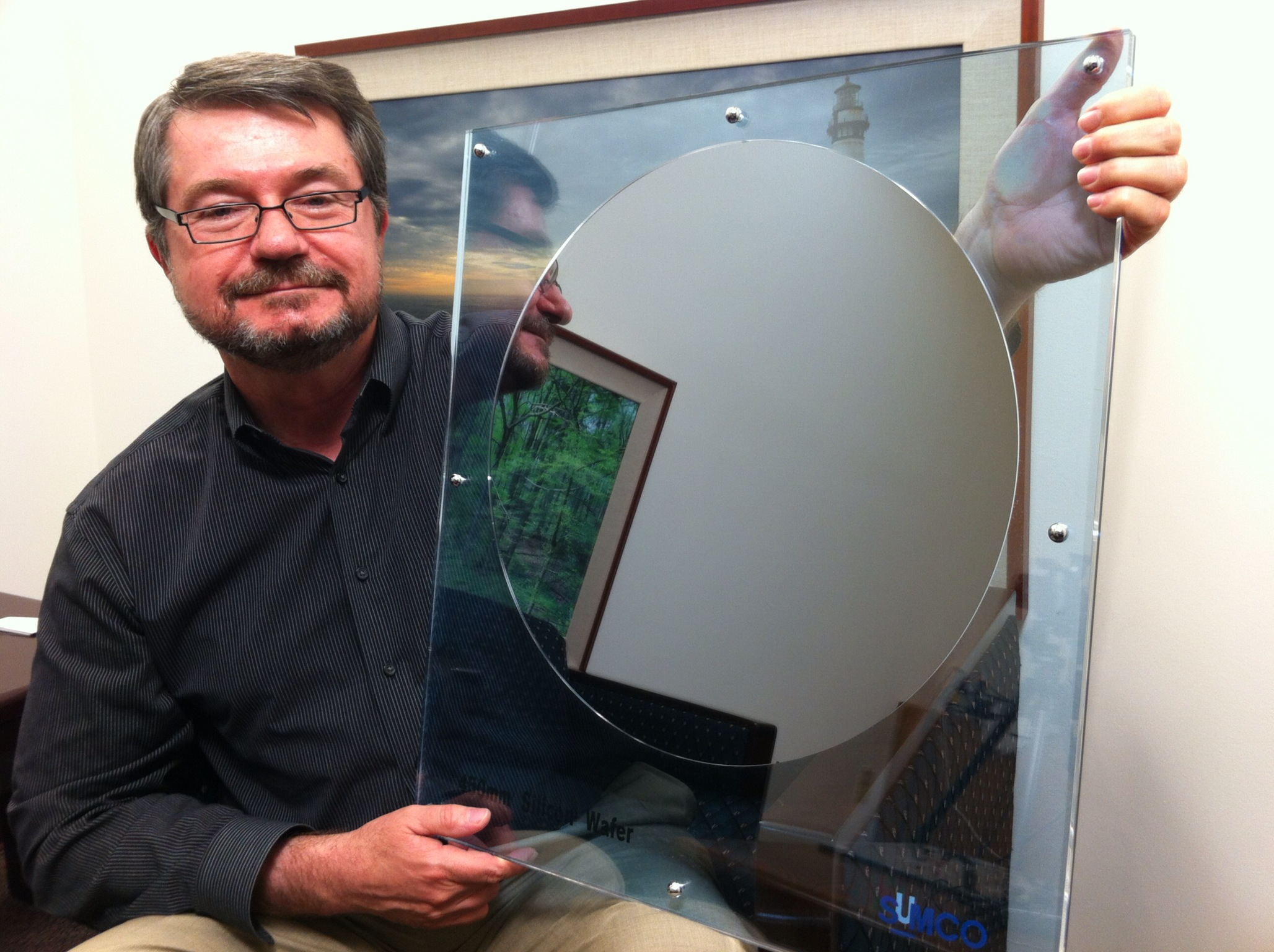
450-mm-Silicium-Wafer
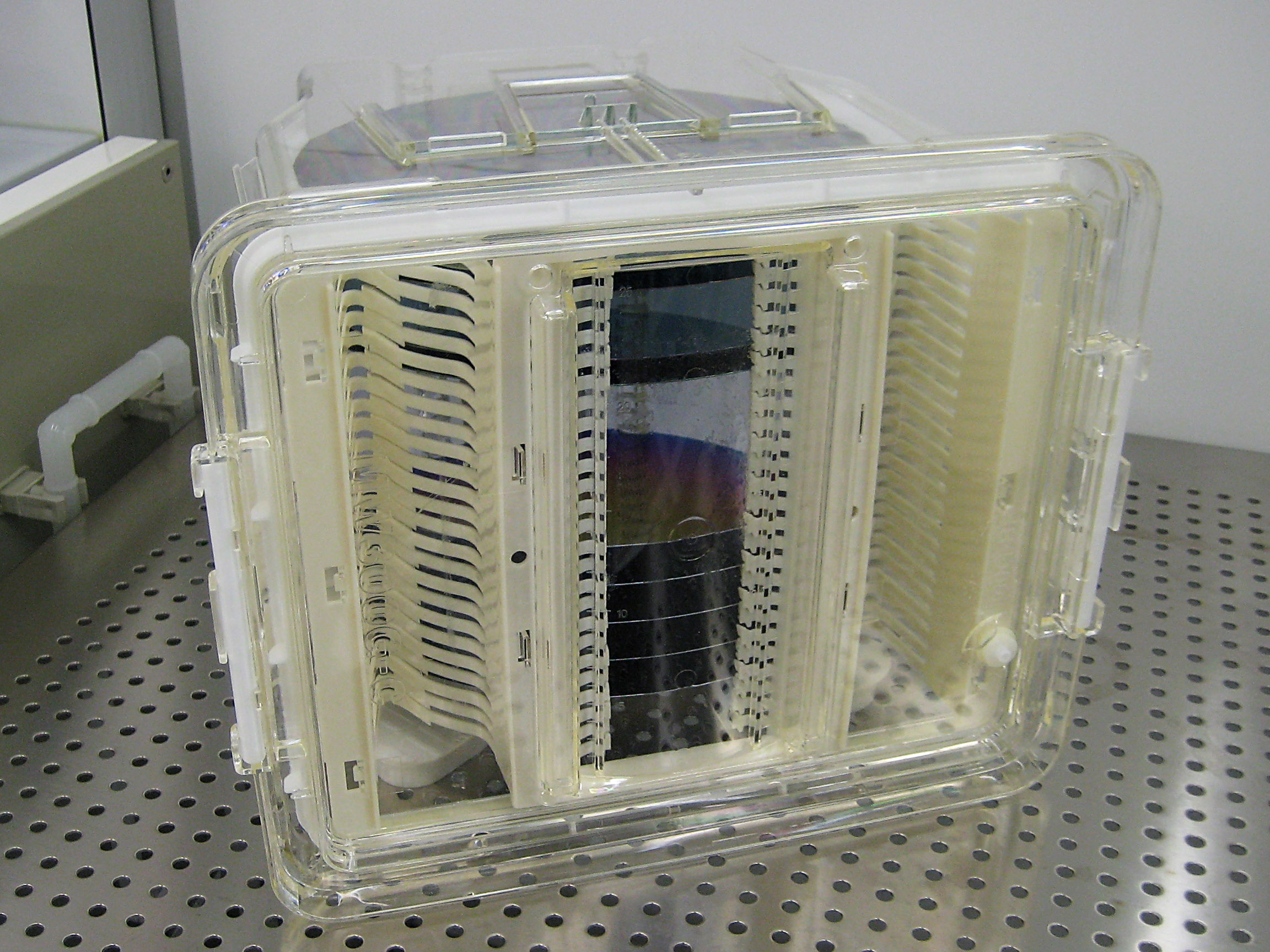
300-mm-Silicium-Wafer in einer Transportbox (FOSB)

## Herstellung

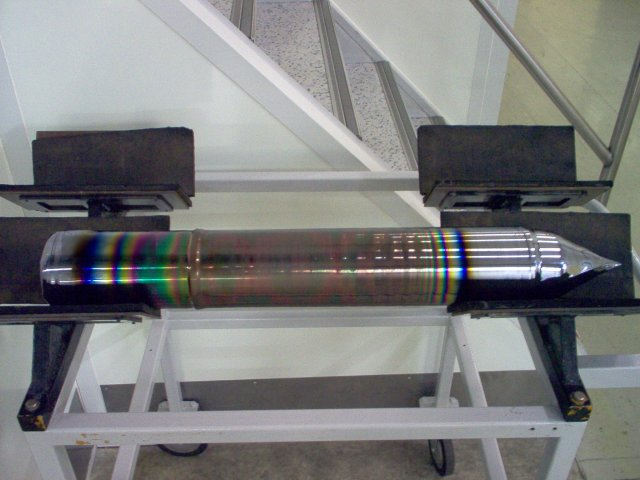
Ingot aus monokristallinem Silicium für 4-Zoll-Wafer

Die Waferherstellung beginnt mit einem Block aus einem Halbleitermaterial, der Ingot genannt wird. Ingots können monokristallin oder polykristallin aufgebaut sein und werden zumeist mit einem der folgenden Verfahren hergestellt:
- Zonenschmelzverfahren
- Czochralski-Verfahren, u. a. das Liquid-Encapsulated-Czochralski-Verfahren (LEC-Verfahren)
- Bridgman-Stockbarger-Methode
- Vertical Gradient Freeze (VGF)
- Pedestalverfahren
- Blockgussverfahren oder Bridgman-Verfahren mit einem kontrollierten Schmelz- und Abkühlungsverlauf, für polykristallines Silicium[8]

Alle diese Verfahren liefern im Endeffekt mehr oder weniger zylinderförmige oder quadratische Ein- oder Polykristalle, die quer zu ihrer Längsachse in Scheiben, die Wafer, zersägt werden müssen. Um die Präzision für diesen speziellen Schnitt bei möglichst wenig Verschnitt zu optimieren, wurde das Innenlochtrennen entwickelt. Die Schneidblätter tragen dabei die Schneidzähne (ggf. Schneiddiamanten) auf der Innenseite einer Innenbohrung, die etwas größer als der Rohlingsdurchmesser sein muss. Mittlerweile hat sich jedoch auch das Drahtsägen, das ursprünglich nur für Solar-Wafer entwickelt wurde, mehr und mehr etabliert.
In der Literatur finden sich spezielle Wafer-Bezeichnungen, die unter anderem angeben, welches Herstellungsverfahren genutzt wurde. So werden beispielsweise Wafer, die mit dem Czochralski-Verfahren hergestellt wurden, als CZ-Wafer bezeichnet. Analog dazu wird die Bezeichnung FZ-Wafer, für Wafer, die mit dem Zonenschmelzverfahren (engl. float zone) hergestellt wurden, verwendet.
Für die meisten Anwendungen müssen die Oberflächen der Wafer optisch spiegelnd poliert sein. Dazu werden die Wafer zunächst geläppt und anschließend mittels einer chemisch-mechanischen Politur behandelt, bis die geforderte Oberflächenrauigkeit (wenige Nanometer) erreicht ist. Weitere wichtige Geometrieparameter von Wafern sind die globalen Dickenschwankungen (englisch total thickness variation, TTV), die Art und Größe der Verwölbung (engl. wafer warp) bzw. Verbiegung (engl. wafer bow) uvm.
Europa verliert weiterhin den Anschluss bei der Wafer-Produktion. Etwa 75 % der weltweiten Produktion erfolgt in Asien, davon 16 % in China.

## Kennzeichnung

Konventionen für die Kennzeichnung von Siliciumwafern (1–4 Zoll) mit Flats (rote Bereiche)

Da für die Verarbeitung der Wafer die exakte Position in der bearbeitenden Maschine wichtig ist, werden die Wafer (bei Galliumarsenid bis 125 mm Durchmesser, bei Silicium bis 150 mm Durchmesser) mit sogenannten „Flats“ (engl. für »Abflachung«) gekennzeichnet. Dabei wird mit Hilfe eines primären und eventuell eines sekundären Flats angezeigt, welche Winkelorientierung vorliegt und welche Kristallorientierung die Oberfläche hat (siehe Abbildung). Bei größeren Wafern (für Silicium ab 150 mm Durchmesser) werden statt der Flats sogenannte Notches (Kerben) eingesetzt. Sie bieten den Vorteil der genaueren Positionierung und verursachen vor allem weniger Verschnitt.
Heutzutage wird außerdem eine eindeutige Waferkennzeichnung als Strichcode, OCR-lesbarer Text und/oder DataMatrix-Code per Laser an eine Stelle nahe der Notch am Rand der Waferunterseite geschrieben.

## In der Photovoltaik
In der Photovoltaik werden im Allgemeinen zwei Typen von Wafern unterschieden: polykristalline (auch multikristallin genannt) und monokristalline Wafer. Die Herstellung erfolgt für beide Typen durch Sägen von entsprechenden Ingots. Polykristalline Ingots werden aus quaderförmigen polykristallinen Silicium-Blöcken hergestellt, woraus sich die Form der Wafer ergibt (meist quadratisch). Monokristalline Wafer werden hingegen aus zylinderförmigen monokristallinen Ingots geschnitten, wie sie auch für mikroelektronische Anwendungen genutzt werden. Sie besitzen in der Regel eine „pseudoquadratische“ Form, d. h. mit abgerundeten Ecken. Im Unterschied zu quadratisch geschnittenen Wafern fällt bei der Erzeugung aus den runden monokristallinen Ingots weniger Verschnitt an. Ineffiziente, verschnittreiche Verfahren sind kostensteigernd und verschlechtern die Umweltbilanz. Außerdem ist der Verschnitt durch die Schneidhilfsmittel und den Drahtabrieb verunreinigt (und bildet eine Suspension) und kann nur schwer wieder zurückgewonnen werden. Andere Verfahren wie „edge-defined film-fed growth“ (EFG) der Schott Solar oder „string ribbon“ (SR) der Firma Evergreen Solar ermöglichen es, sehr dünne Wafer direkt aus der Schmelze zu ziehen. Das abwasser-, energie- und abfallintensive Drahtsägen entfällt hierbei. Die Waferdicke ist mit ca. 200 µm (in der aktuellen Massenproduktion) wesentlich dünner als in der Mikroelektronik. Es werden keine Polierverfahren verwendet.
Aus den Wafern werden in mehreren nachfolgenden Bearbeitungsschritten Solarzellen und hieraus wiederum Solarmodule hergestellt.

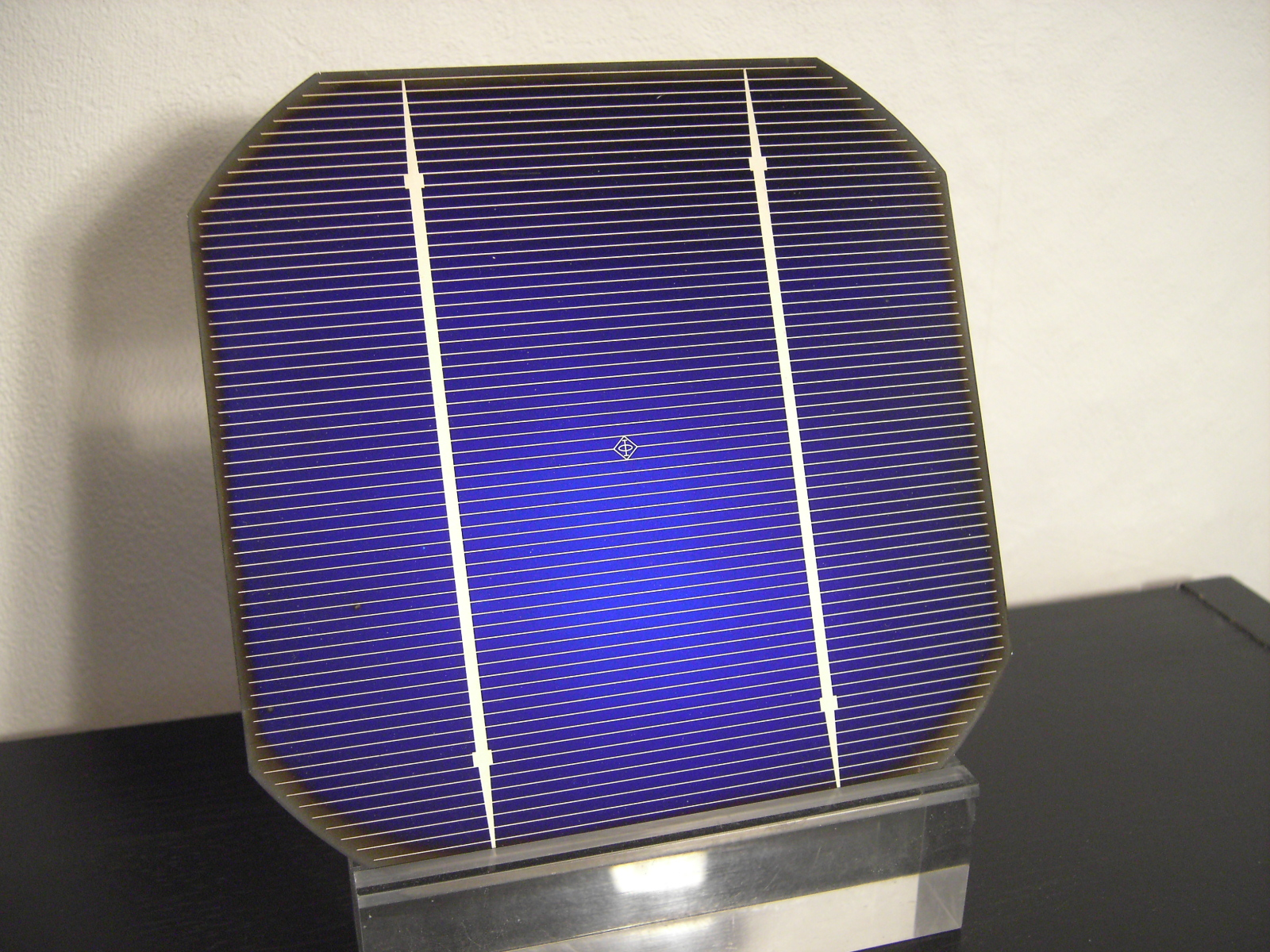
Pseudoquadratische Solarzelle aus monokristallinem Silicium
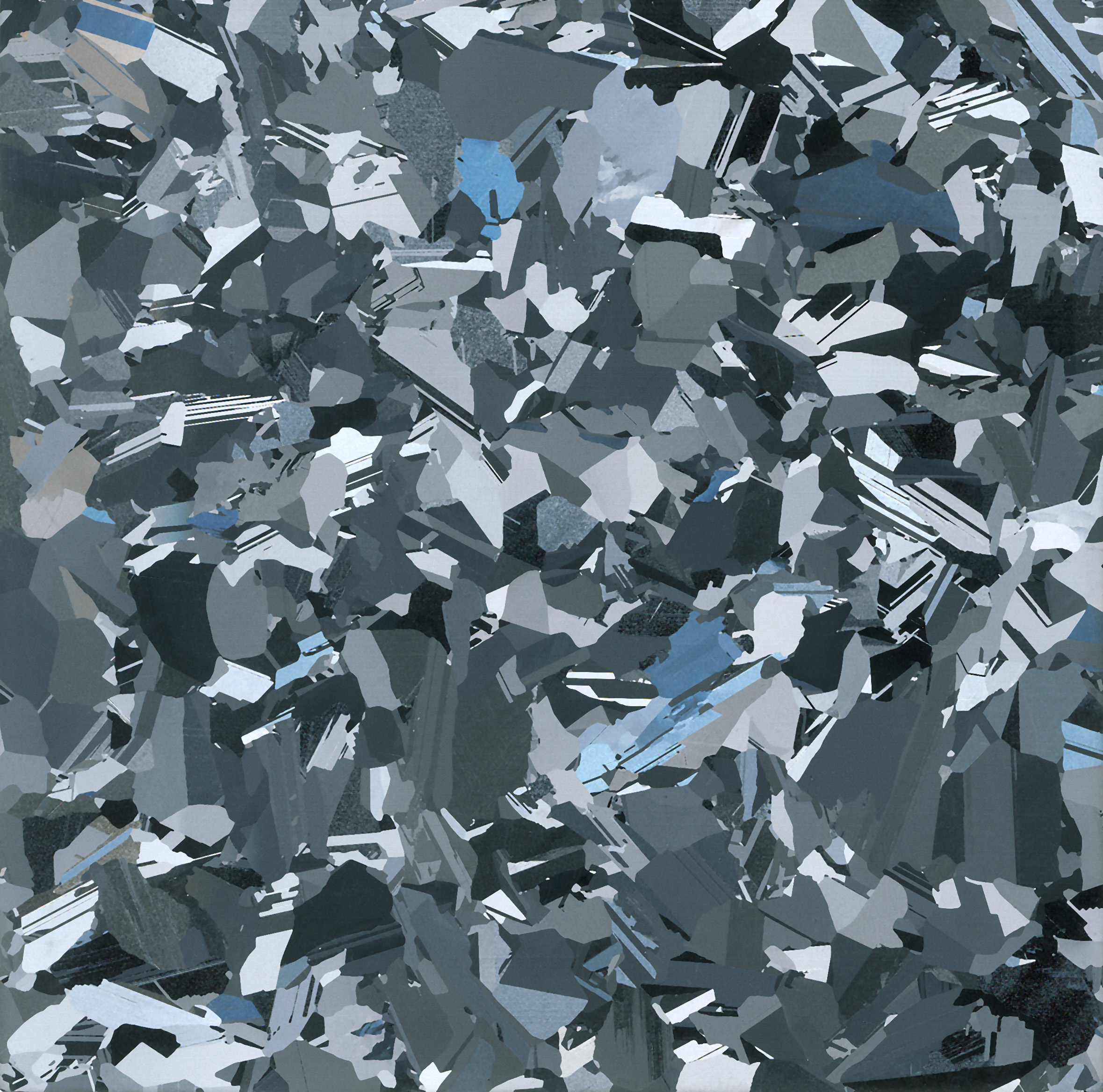
Ein polykristalliner Wafer, wie er für Solarzellen verwendet wird
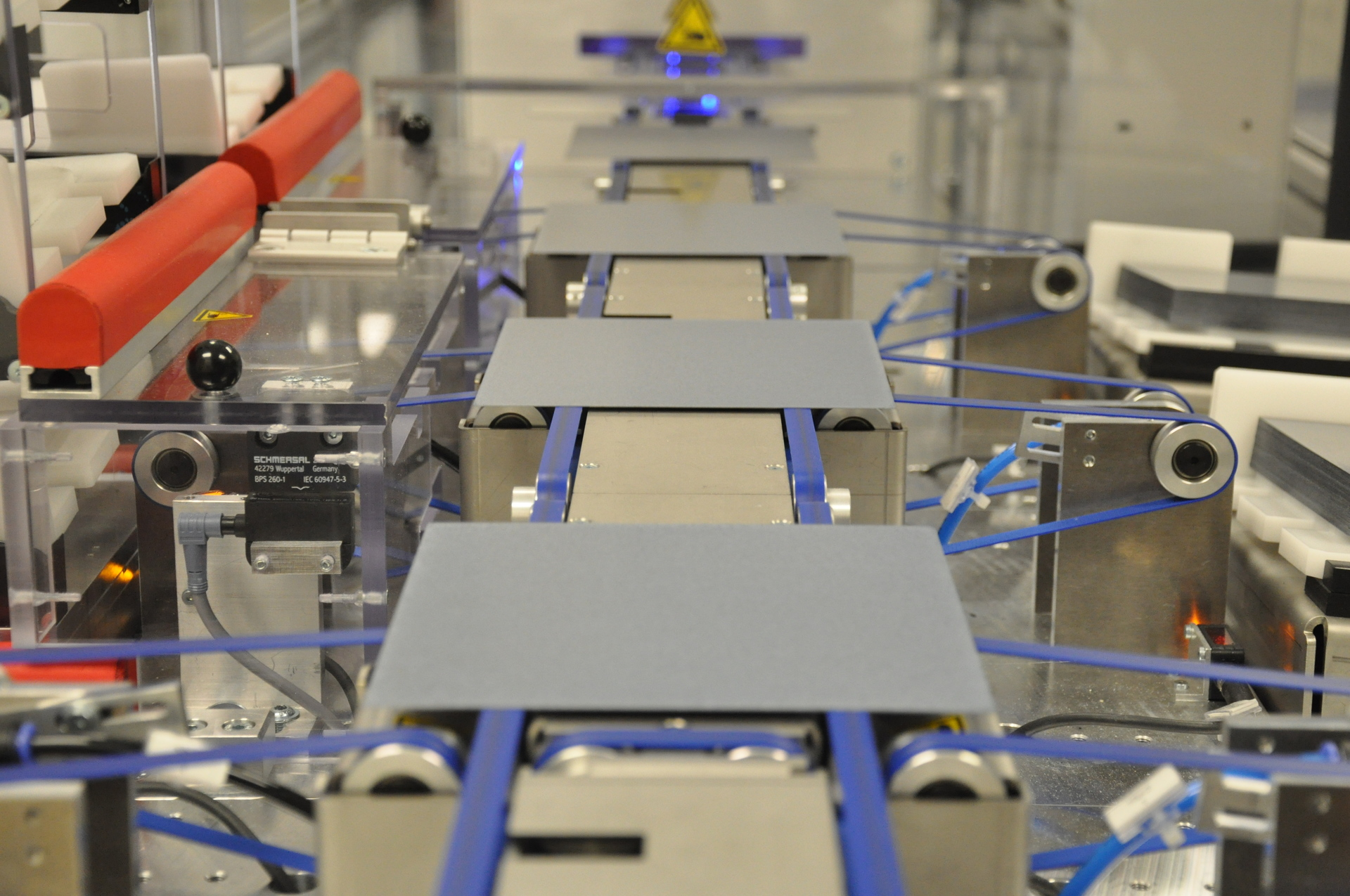
Quadratische Silicium-Wafer bei der Solarzellen-Produktion